# Paratacamita-(Ni)
La paratacamita-(Ni) és un mineral de la classe dels halurs que pertany al grup de l'atacamita.

## Característiques
La paratacamita-(Ni) és un halur de fórmula química Cu₃(Ni,Cu)(OH)₆Cl₂. Va ser aprovada com a espècie vàlida per l'Associació Mineralògica Internacional l'any 2013. Cristal·litza en el sistema trigonal. La seva duresa a l'escala de Mohs és 3. És l'anàleg de níquel de la paratacamita i la paratacamita-(Mg).

## Formació i jaciments
Va ser descoberta a la mina de níquel Carr Boyd Rocks, situada a la Menangina Station, dins el comtat de Menzies (Austràlia Occidental, Austràlia), on es troba en forma d'agregats de cristalls romboèdrics de fins a 2 mm de mida, que mostren les formes {101}, {021} i {001}. Aquesta mina australiana és l'únic indret de tot el planeta on ha estat descrita aquesta espècie mineral.